# زيتونة (ولاية سكيكدة)
زيتونة. بلدية و دائرة بولاية سكيكدة في الجزائر، وهي من أقدم البلديات، أنشئت سنة 1927.

## موقعها
تحدها من الشرق:بلدية الشرايع ومن الغرب :بلدية أولاد عطية ومن الشمال:بلدية قنواع ومن الجنوب:بلدية بني زيد، تقع بمرتفعات جبل الڨوفي على علو 600 م على مستوى البحر، أي بالجزء الشمالي الغربي من الولاية على بعد حوالي 86 كلم من مقر الولاية وتتربع على مساحة قدرها 34.32 كلم مربع وبها أعلى قمة في المصيف القلي (قمة جبل القوفي) على علو 1083 م على مستوى سطح البحر. وهي أكبر منطقة في إفريقيا من حيث التساقط المطري بـحوالي 1400 مم سنويا كما تعرف تساقطات كثيفة للثلوج. كذلك فيها غابات الفلين الكثيفة والواسعة ومياهها العذبة والطبيعية.كانت تسمى في عهد الإستعمار بيسامبورغ نسبة لأحد المعمرين المستوطنين أنداك

## التضاريس
الزيتونة عبارة عن كتلة جبلية تتخللها أودية عميقة وهي تابعة للسلسلة الساحلية من الشرق الجزائري الممتدة من جيجل وسكيكدة وأعلى نقطة على مستوى الكتل الجبلية للجهة يكون في جبل القوفي الشامخ الذي يبلغ ارتفاعة 1183 م بأقصى الجنوب حيث تتمتع الزيتونة بكميات هائلة من المياه لكونها أكبر منطقة تساقط في أفريقيا بكمية تقدر ب1500 مم سنويا فيوجد بها ثلات أودية دائمة الجريان حتى في فصل الصيف تعتبر بلدية الزيتونة علامة في الجزائر بمناظرها الخلابة وتضاريسها الفريدة، كما أن الزيتونة من المدن القديمة تاريخيا والتي تزخر بالآثار الرومانية (كما في منطقة آنسم)، وفي الحقبة الاستعمارية كانت السلطات الفرنسية بصدد إنشاء مدينة متكاملة نظرا لمكانها الاستراتيجي ولجمالها.